# Carlos António Gomes
Carlos António do Carmo Costa Gomes (ur. 29 lipca 1926 w Barreiro, zm. 17 października 2005) – portugalski piłkarz grający na pozycji bramkarza. W swojej karierze rozegrał 18 meczów w reprezentacji Portugalii.

## Kariera klubowa
Swoją karierę piłkarską Gomes rozpoczął w klubie FC Barreirense z miasta Barreiro. Zadebiutował w nim w sezonie 1949/1950. W 1950 roku odszedł do Sportingu CP z Lizbony. Wraz ze Sportingiem wywalczył pięć tytułów mistrza Portugalii w sezonach 1950/1951, 1951/1952, 1952/1953, 1953/1954 i 1957/1958. Zdobył też Puchar Portugalii w sezonie 1953/1954.
W 1958 roku Gomes został zawodnikiem hiszpańskiej Granady CF. Spędził w niej jeden sezon. W latach 1959–1961 był zawodnikiem innego klubu z Hiszpanii, Realu Oviedo. W 1961 roku wrócił do Portugalii i został zawodnikiem lizbońskiego Atlético CP. W latach 1962–1965 występował w Maroku, w IR Tanger, w którym zakończył karierę piłkarską.
Zmarł 17 października 2005 na chorobę Parkinsona.

## Kariera reprezentacyjna
W reprezentacji Portugalii Gomes zadebiutował 21 listopada 1953 roku w wygranym 3:1 towarzyskim mezu z Republiką Południowej Afryki, rozegranym w Lizbonie. W swojej karierze grał w eliminacjach do MŚ 1954 i do MŚ 1958. Od 1953 do 1958 roku rozegrał w kadrze narodowej 18 spotkań.